# تشارلز س. مان
تشارلز س. مان (بالإنجليزية: Charles C. Mann)‏ هو كاتب غير روائي وصحفي أمريكي، ولد في 12 يونيو 1955 في الولايات المتحدة.

## وصلات خارجية
- تشارلز س. مان على موقع أرشيف الشارخ.
- تشارلز س. مان على موقع IMDb (الإنجليزية)
- تشارلز س. مان على موقع ميوزك برينز (الإنجليزية)
- تشارلز س. مان على موقع إن إن دي بي (الإنجليزية)